# Мајор и Хелена (представа)
Монодрама Мајор и Хелена је ауторски пројекат Алексе Јовчића по мотивима истоимене књиге Маје Бекчић Петровић у драматизацији Дивне Стојанов и продукцији позоришта "Промена" и "Облак" продукције.
Представа је рађена по истинитој животној причи Хелене Вуковић - транс жене и ЛГБТ+ активисткиње.
Премијерно приказивање било је 24. децембра 2022. године у позоришту "Промена" у Новом Саду.
Пројекат је реализован уз подршку Reporting Diversity Network 2.0 (Funded by the European Union) и Града Новог Сада - Градске управе за културу.

## О представи
Текст представе "Мајор и Хелена" настао је по мотивима истоимене књиге Маје Бекчић Петровић, као и интервјуа између глумца Алексе Јовчића и Хелене Вуковић о којој је представа и изведена. Поред интервјуа, коришћени су новински чланци, видео интервјуи и остали медији који су драматизовани у драмски комад који је написала Дивна Стојанов. Глумац представе је и редитељ ове монодраме.
Представа приказује живот Хелене Вуковић, транс жене и некадашњег Мајора Војске Србије од најранијег детињства када је осетила да је девојчица, а не дечак, па до данашњег времена када је извршила операцију промене пола.
У представи се сусреће са различитим ликовима из њеног живота: отац, мајка, другарица, жена и деца.
На сцени је и бенд "Гласови из унутрашњости" (Алекса Петровић, Милан Вићић, Илија Марјановић и Живан Поповић), који музички прате представу.
Представа је имала гостовања у Културном центру Панчева, Битеф театру у Београду, Словенском младинском гледалишчу у Љубљани (Словенија), фестивалу "МОТ" у Скопљу (Северна Македонија), као и на фестивалу "Бе:фемон" у Бечеју, где је Алекса Јовчић освојио Специјалну глумачку награду за монодраму и "Упад" фестивалу у Новом Саду.

## Ауторски тим
| Глума и режија                 | Алекса Јовчић                                              |
| Списатељица                    | Маја Бекчић Петровић                                       |
| Драматизација                  | Дивна Стојанов                                             |
| Продукција                     | Небојша Балаж                                              |
| Организација                   | Ема Богосављевић Хана Фа                                   |
| Сценски покрет                 | Игор Грекса                                                |
| Кореографија                   | Александра Пејић                                           |
| Бенд "Гласови из унутрашњости" | Алекса Петровић Милан Вићић Илија Марјановић Живан Поповић |
| Дизајн звука                   | Филип Готовац                                              |
| Дизајн светла                  | Петра Живковић                                             |
| Дизајн видео материјала        | Јован Радаковић Милорад Савановић                          |
| Дизајн сценографије            | Радивоје Савић                                             |
| Израда сценографије            | Јована Дугоњић                                             |
| Фотографија                    | Дејан Крстић                                               |
| Маркетинг и ПР                 | Станислава Маројевић                                       |

## Награде и признања
- Специјална глумачка награда Алекси Јовчићу на фестивалу "Бе:фемон" у Бечеју (2023)[10]